# Bandar Tcharak
Bandar Tcharak est un port de la province de Hormozgan en Iran.